# Feliceto
Feliceto (korziško U Felicetu) je naselje in občina v francoskem departmaju Haute-Corse regije - otoka Korzika. Leta 2007 je naselje imelo 210 prebivalcev.

## Geografija
Kraj leži v severozahodnem delu otoka Korzike 83 km jugozahodno od središča Bastie.

## Uprava
Občina Feliceto skupaj s sosednjimi občinami Algajola, Aregno, Avapessa, Belgodère, Cateri, Costa, Lavatoggio, Mausoléo, Muro, Nessa, Novella, Occhiatana, Olmi-Cappella, Palasca, Pioggiola, Speloncato, Vallica in Ville-di-Paraso sestavlja kanton Belgodère s sedežem v Belgodèru. Kanton je sestavni del okrožja Calvi.

## Zanimivosti
- baročna cerkev sv. Nikolaja iz 17. in 18. stoletja;